# Lathusia parvipilipes
Lathusia parvipilipes är en skalbaggsart som först beskrevs av Dmytro Zajciw 1959.  Lathusia parvipilipes ingår i släktet Lathusia och familjen långhorningar. Inga underarter finns listade i Catalogue of Life.